# 美國愛護動物協會
美國愛護動物協會（英語：American Society for the Prevention of Cruelty to Animals (ASPCA)），於1866年由亨利·柏格創立，成立初衷為改善馬的待遇。總部位於紐約市，而捐款是來自美國市民和其他，目的是防止虐待動物和宣傳教育的。
現任總裁兼首席執行官為馬修·柏沙德克爾。除此之外，美國愛護動物協會還與Hartville Group, Inc（赫特威樂集團股份有限公司），於2008年組成美護寵物保險（ASPCA Pet Insurance）。
該協會設有人道執法部門（Humane Law Enforcement），制度與美國警方相同，並由州議會授予執法權，所屬成員經槍械訓練合格後，可攜帶槍枝、手銬等警用配備，依該州法律如執法人員能目視動物遭受虐待或健康狀況不良時，有權直接進入私人領域救援及安置動物，並傳喚飼主按違法情節裁處罰金或移送法辦，因此稱為「動物警察」。最大棘手是由於開支龐大，加上動物溝通困難，因此對調查和入罪便會增加難度，故該部門亦設置有臥底探員，深入夜店等場所蒐集有關賽狗等虐待動物行為之情報。

## 外部連結
- 官方网站（英文）